# Макклюр, Эрик
Эрик МакКлюр (11 декабря 1978, Чилови (Виргиния), Виргиния — 2 мая 2021) — американский профессиональный автогонщик и владелец команды.

## Биография
МакКлюр родился в Чилхоуи (штат Вирджиния). Окончил колледж Эмори и Генри. Был женат на Миранде, у пары семь дочерей: Мейбрей Элизабет (р. 5 марта 2007), Мэрили Изабелла (р. 27 августа 2008), Мирабелла Райли (р. 11 июля 2010), Мерритт Хетти Мэй (р. 12 марта 2012), Мианна Брукли (р. 31 июля 2013), Мералин Эверли (р. 8 мая 2015) и Мелания (р. 1 марта 2017).
11 февраля 2018 года МакКлюр был арестован за домашнее насилие.
Макклюр умер 2 мая 2021 года в возрасте 42 лет.
На момент своей смерти он был помолвлен с Кирой Бринегар Тиббс.

## Гоночная карьера

### Серия Кубков по спринту
Дебют состоялся в Талладеге, за рулем Шевроле № 04 «Я могу научиться» в 2004 году. Он вышел на поле на 35-й позиции и финишировал 26-м. Затем МакКлюр попытался принять участие в июльской гонке в Дейтоне, но не прошел квалификацию. Затем МакКлюр совершил поездку с гоночным предприятием № 73 Raabe Racing Enterprises Шевроле за 2005 год. Макклюр не прошел квалификацию в первых двух гонках, но сделал гонку в Лас-Вегасе, стартовав 41-м. Его двигатель взорвался в середине гонки и опустил МакКлюра на 32-е место. МакКлюр покинул команду на той неделе и не участвовал в гонках до августа, когда он предпринял три гонки с передним рядом автоспорта. Однако МакКлюр не участвовал ни в одной из этих гонок. В 2006 году он попытался и сделал UAW-Ford 500, где проблемы с управлением привели его к финишу на 32-м месте в No. 04 Morgan-McClure Motorsports Шевроле, при спонсорской поддержке Хифти. В 2008 году МакКлюр попробовал Daytona 500 в первом ряду № 37 Motorsports Chevy, спонсируемом Hefty, но не прошел квалификацию. 11 апреля 2009 года Morgan-McClure Motorsports объявила, что они попытаются участвовать в гонке в Талладеге в апреле, после полуторагодичного отсутствия в спорте. Эрик МакКлюр попытался квалифицироваться на спонсируемый здоровенным «Шевроле» № 4, но не вышел на поле. В январе 2014 года МакКлюр объявил, что попытается принять участие в гонке Daytona 500 2014 года за рулем Ford № 35 для автоспорта в первом ряду; он не прошел квалификацию для участия в гонке. В мае 2014 года МакКлюр вернулся к автомобилю № 35 для автоспорта в первом ряду в Талладеге, но не смог принять участие в гонке. С тех пор он не возвращался.

### Серия Xfinity
МакКлюр дебютировал в серии Busch в 2003 году, выступая на Рокингемском спидвее. Он получил квалификацию № 05 «Я могу узнать Шевроле» на 22-м месте и финишировал 26-м, несмотря на аварию. МакКлюр сделал четыре старта в 2004 году, проведя две гонки для своей семейной команды (MMM) и ещё две для Mac Hill Motorsports. Его лучший забег был в Мемфисе, где он финишировал 22-м. Он также закончил три из своих четырёх стартов. МакКлюр добавил восемь стартов в 2005 году, семь для гонок на средние дистанции, но сумел финишировать только 30-м в Техасе. МакКлюр действительно привлек внимание Джеймса Финча и провел одну гонку за эту команду в Дейтоне. Тем не менее, он финишировал 32-м с перегоревшим двигателем и не последовал за этим разбегом с какими-либо запусками, вернувшись к средствам. Макклюр не прошел квалификацию на две гонки. В Бристоле МакКлюра отправили домой из-за дождя в квалификации, а в Мемфисе МакКлюр пропустил поле на одно место. В сезоне 2007 года МакКлюр объединился с Davis Motorsports для участия в 32 гонках. Макклюр привел спонсора Он пошел с ним в команду. В 2008 году он выступал за первый ряд автоспорта в серии Busch, а Хефти спонсировал автомобиль для всех гонок в Chevrolet № 24. Он забил свой лучший в карьере финиш 15-го в 312-м Аароне в Талладеге В 2009 году он и спонсор Хефти переехали в Rensi/Hamilton Racing, где он управлял Ford Fusion № 24. Это оказалось хорошим ходом; он квалифицировался на каждую гонку и закончил карьеру лучшим 17-м в итоговом зачете очков. МакКлюр остался с командой, теперь командой Rensi Motorsports, на 2010 год. Однако производительность упала, и экономический спад вынудил МакКлюра быть осторожным с оборудованием команды, а Ренси привел вторую команду для гонок, в которых участвовал Келли Бирес. Несмотря на это, МакКлюр занял 24-е место по очкам, но объявил о своем уходе из Ренси 30 ноября. По словам Макклюра, бюджет «Ренси» был настолько низок, что после Лас-Вегаса у них редко будет полный запас шин для гонок, причем большая часть выделенных средств пойдет на гонки с бирами. 1 декабря МакКлюр объявил, что он и Хефти переедут в TriStar Motorsports на 2011 год вместе с ветеранами Майк Блисс и Джефф Грин. Кроме того, в январе было объявлено, что TriStar Motorsports изменит свои автомобильные номера, а МакКлюр будет пилотировать № 14. Во время 312-го Аарона 2012 года МакКлюр был вовлечен в кучу из 16 автомобилей на 117-м круге, когда машины вращались перед ним, и он ударился головой о внутреннюю стену. Макклюра вытащили из машины. Его доставили по воздуху в больницу Университета Алабамы в Бирмингеме, штат Алабама, для дальнейшего обследования. НАСКАР заявила, что МакКлюр разговаривал со спасательной командой, когда его вытаскивали из машины. Проведя две ночи в больнице, представитель команды TriStar Motorsports Эмили Брандт объявила 6 мая 2012 года, что МакКлюр получил сотрясение мозга и внутренние ушибы в результате аварии. 9 мая ТриСтар объявил, что МакКлюр пропустит общенациональную гонку в Дарлингтоне из-за сотрясения мозга, и что водитель старта и парковки Джефф Грин будет водить № 14, пока Тони Рейнс и Кевин Лепаж должны были начать и припарковать № 10. МакКлюр отсидит следующие 4 гонки, прежде чем будет допущен NASCAR, чтобы успеть на гонку на Road America. Несмотря на то, что он начал только 28 гонок, МакКлюр закончил сезон 2012 года с лучшими очками в карьере. 9 января 2013 года TriStar объявила, что МакКлюр вернется в свою команду на сезон 2013 года. МакКлюр начал свой сезон на высокой ноте, заняв свое лучшее в карьере 7-е место в Дейтоне. Однако в августе он был госпитализирован с тем, что было определено как острая почечная недостаточность; он был вынужден выйти из машины № 14 на четыре гонки, пока он выздоравливал, и его заменил Джефф Грин. МакКлюр вернулся к соревнованиям в сентябре на Чикагской скоростной трассе. Позже в том же году он пропустил гонку на Техасском автодроме из-за проблем со здоровьем, прежде чем снова был госпитализирован перед финалом сезона на трассе Хоумстед-Майами.[ Перед сезоном 2014 года МакКлюр объявил, что будет работать только по частичному графику в Общенациональной серии. В 2015 году Макклюр и его спонсоры переехали в JGL Racing, где он ездил на Toyota Camry № 24 во всех 33 гонках. Однако после 9 гонок он и JGL расстались, и МакКлюр вернулся в TriStar Motorsports на оставшуюся часть сезона, а JGL позволила ему продолжать управлять 24 автомобилями для этой команды. В 2016 году МакКлюр присоединился к JD Motorsports на открытии сезона в Дейтоне, управляя Chevrolet Camaro № 0.

### Другие гонки
28 июля 2015 года МакКлюр и бывший национальный гонщик Хэл Мартин сформировали команду Martin-McClure Racing, восточную команду серии K&N Pro; команда заняла 39-е место для Чада Финчума и Остина Синдрика.